# Novi Beograd
Novi Beograd je beogradska općina s najvećim brojem stanovnika.
Nalazi se u zapadnom dijelu Beograda, južno od Dunava i zapadno od Save u Srijemu.

## Stanovništvo
| Narod                 | Broj    |
| Srbi                  | 190.834 |
| Albanci               | 223     |
| Bošnjaci              | 343     |
| Bugari                | 111     |
| Bunjevci              | 48      |
| Vlasi                 | 30      |
| Goranci               | 304     |
| Jugoslaveni           | 1706    |
| Mađari                | 322     |
| Makedonci             | 1221    |
| Muslimani             | 813     |
| Nijemci               | 60      |
| Romi                  | 3020    |
| Rumunji               | 90      |
| Rusi                  | 263     |
| Rusini                | 66      |
| Slovaci               | 177     |
| Slovenci              | 394     |
| Ukrajinci             | 42      |
| Hrvati                | 1812    |
| Crnogorci             | 2115    |
| ostali                | 1415    |
| neizjašnjeni          | 7019    |
| regionalna pripadnost | 231     |
| Nepoznato             | 1847    |

## Hrvati u Novom Beogradu
Hrvata u Novom Beogradu prema popisu iz 2002. godine ima 2.520, što čini 1,15 % ukupnog broja stanovnika. Za vrijeme SFRJ i pred rat 1991. bilo ih je više od 5.000. Novi Beograd danas (po stanju od 15. prosinca 2002.) daje 2 elektora u Hrvatsko nacionalno vijeće Republike Srbije.

## Šport
Od 2007. održava se futsal turnir Blok 38.

## Vanjske poveznice
- Službena stranica (srp.)